# Serafym (Demjaniv)
Serafym (světským jménem: Volodymyr Vasylovyč Demjaniv; * 9. července 1953, Zozulynci) je ukrajinský duchovní Ukrajinské pravoslavné církve Moskevského patriarchátu, arcibiskup jahotynský a vikář kyjevské eparchie.

## Život
Narodil se 9. července 1953 ve vesnici Zozulynci Ternopilské oblasti.
Po střední škole nastoupil na Ternopilskou technickou školu. Poté pracoval v Černovicích.
Od roku 1972 do roku 1974 absolvoval povinnou vojenskou službu. Po návrati se stal hypodiákonem arcibiskupa černovického Antonija (Vakaryka), který jej 4. července 1976 rukopoložil na diákona. O tři dny později byl rukopoložen na jereje. Stal se představeným chrámu Proměnění Páně v Bachmači.
Dne 15. ledna 1979 byl postřižen na monacha se jménem Serafym na počest svatého Serafima Sarovského.
Od roku 1984 působil jako představený Uspenského chrámu sídla Baryšivka a od roku 1989 jako představený Hošivského monastýru.
Dne 15. května 1990 se stal představeným chrámu svatého Pantelejmona v Kyjevě.
Roku 1999 dokončil dálkové studium Kyjevského duchovního semináře a roku 2000 Kyjevské duchovní akademie.
Dne 14. listopadu 2007 jej Svatý synod Ukrajinské pravoslavné církve zvolil biskupem jahotynským a vikářem kyjevské eparchie. Dne 15. listopadu byl oficiálně jmenován biskupem a o den později proběhla jeho biskupská chirotonie. Hlavním světitelem byl metropolita kyjevský a celé Ukrajiny Volodymyr (Sabodan).
Dne 24. března 2012 byl povýšen na arcibiskupa.